# Piggålsartade fiskar
Piggålsartade fiskar' (Notacanthiformes) är en ordning av fiskar som ingår i klassen strålfeniga fiskar (Actinopterygii). Enligt Catalogue of Life omfattar ordningen Notacanthiformes 27 arter.
Piggålsartade fiskar lever främst i djuphaven. De är långsträckta med högt placerade bröstfenor, liten eller stjärtfena och en lång analfena. Fiskarnas stjärtparti kan lätt återbildas då det skadas. De piggålsartade fiskarnas larver genomgår ett leptocephalusstadium och kan som larv vara betydligt större än den vuxna fisken.
Familjer enligt Catalogue of Life:
- Halosauridae
- Notacanthidae